# Winzenberg (Naturschutzgebiet)
Das Naturschutzgebiet Winzenberg ist ein Naturschutzgebiet im Kreis Lippe mit einer Größe von rund 19,4 ha. Namensgebend für das mit der Nummer LIP-046 geführte Gebiet ist der Winzenberg nordwestlich von Lügde, an dem das Naturschutzgebiet liegt.
Das Gebiet wurde eingerichtet zur 
- Erhaltung und Entwicklung eines Biotops mit thermophilen Pflanzengesellschaften, besonders Halbtrockenrasen, Trockengebüschen und -säumen
- Erhaltung, Wiederherstellung und Entwicklung von extensiv genutzten Grünlandgesellschaften
- Erhaltung, Wiederherstellung und Entwicklung von Lebensräumen landschaftstypischer, seltener und gefährdeter Pflanzen- und Tierarten und
- Erhaltung, Wiederherstellung und Entwicklung naturnaher Wald- und extensiver Grünlandbereiche